# Pelgrims in Tibet
Pelgrimage kan ook in Tibet beschouwd worden als een reis naar een heilig geachte bestemming, die ondernomen wordt in de verwachting van toekomstig geestelijk en soms ook werelds voordeel.
Bij een dergelijke definitie hoort een element van tijd in de zin dat een bedevaart een tijdelijke scheiding betekent van de vaste woonplaats in onderscheiding van dagelijkse en regulier uitgevoerde devotionele activiteiten.

## Achtergrond

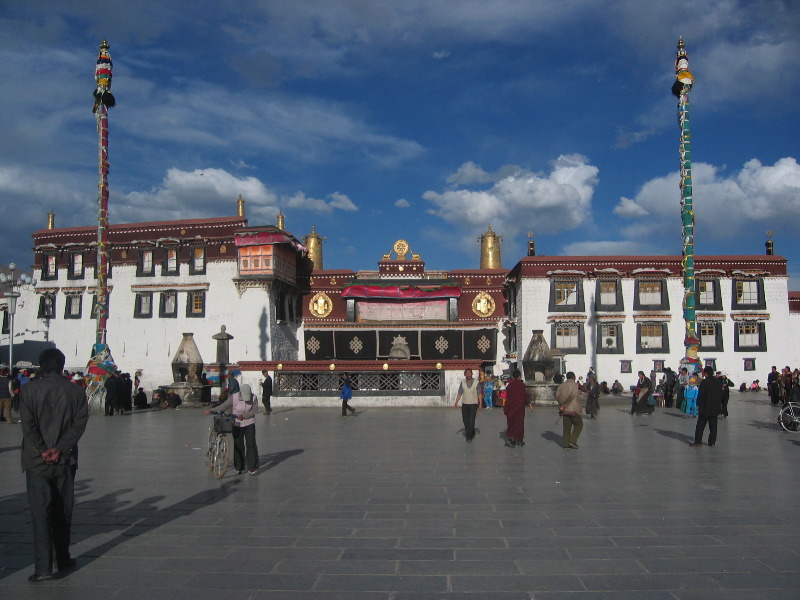
Jokhangtempel in Lhasa

Bedevaart kan beschouwd worden als een belangrijk verschijnsel, dat heeft bijgedragen tot een zekere min of meer als gemeenschappelijk ervaren culturele erfenis van Tibetanen. Het bracht mensen uit heel verschillende delen van Tibet tot elkaar en zou in die zin als een vorm van tegengewicht ten opzichte van de traditioneel altijd regionale krachten en tendensen kunnen worden beschouwd. Door cycli van pelgrimages in overeenstemming te brengen met die van de Tibetaanse kalender, door het dan stimuleren van het organiseren van grote specifieke erediensten, kon voor Tibetanen met een heel diverse regionale afkomst een gezamenlijke religieuze wereld van zingeving geconstrueerd worden.
Voor veel Tibetanen was Lhasa met het beeld van de Jowo Shakyamuni in de Jokhang  de belangrijkste bedevaartplaats.
 Er bestond echter in Tibet een vorm van een landelijk bedevaart netwerk met routes die over de gehele lengte en breedte van het land liepen en die te bezoeken grotere en kleinere tempels, kloosters, maar vooral ook heilig geachte bergen, meren, grotten en valleien met elkaar verbonden.
In het uiterste westen van Tibet was en is de berg Kailash een van de belangrijke bedevaartplaatsen in zowel het hindoeïsme, het Tibetaans boeddhisme, de Bön, als het jaïnisme Net als bij heel veel andere bedevaartplaatsen maakten pelgrims één of meerdere rondgangen om de berg. Eén rondgang is in de Tibetaanse traditie voldoende om de zonden en ondeugden van een geheel leven te compenseren. Tien rondgangen voldoende om dat te doen voor een Kalpa, een periode die in die traditie gelijkstaat aan 13.965 jaar. Met honderd rondgangen verwerft men nog in dit leven het boeddhaschap.
Een pelgrim wordt in het Tibetaans ook benoemd als een gnas skor ba, letterlijk iemand die een rondgang maakt om een heilige plaats. Een heilige berg in het Tibetaans is gnas ri.

## Literaire traditie
Er is geen historische bron gevonden in de Tibetaanse literatuur die ook maar iets vermeldt over bedevaart in Tibet gedurende de periode van de eerste verspreiding van het boeddhisme daar. (7e-9e eeuw). De twee oudste bekende Tibetaanse pelgrimsverhalen dateren uit de 13e eeuw, maar die handelen over reizen van Tibetaanse pelgrims naar India Vanaf de 16e eeuw is er echter sprake van een toenemend aantal pelgrimgidsen, die ook vaak in nieuw herschreven en geannoteerde versies verschijnen.
De tibetologe Katia Buffetrille meent dat de oorsprong van Tibetaanse bedevaart moet liggen in tochten naar heilig geachte bergen.
In die oudste geschriften, zoals de Oude Tibetaanse kroniek staan veel verhalen over de eerste Tibetaanse koningen uit de preboeddhistische periode. De monarch was van hemelse oorsprong en nauw verbonden met beschermende godheden die belichaamd werden door met name de bergen van Tibet. Het heilige karakter van die bergen werd weer geassocieerd met belangrijke functies als bron van water, voeden van water naar rivieren, die het mogelijk maakten in valleien landbouw te bedrijven. Ook in de oudste manuscripten is nooit een naam gevonden voor die verering van die grote hoeveelheid beschermende godheden in de Tibetaanse religieuze praktijk in de vorm van bergen, rivieren, beken, valleien, etc. met vaak een heel lokaal karakter.
De bergen die geassocieerd werden met of als lokale godheden worden in het Tibetaans yul ha genoemd. Deze lokale goden worden wel uitvoerig genoemd in de Oude Tibetaanse kroniek. De verering van deze lokale godheden dateert uit de preboeddhistische periode, maar heeft zich tot op de dag van vandaag gehandhaafd en is een van de belangrijkste invloeden van die oorspronkelijke religie op zowel Tibetaans boeddhisme als de Bön
Buffetrille beschrijft in haar studies de transformatie van een lokale berggod yul ha naar een gnas ri. Ze gebruikt daarvoor de term Buddhicasation.
Pelgrimsgidsen beschrijven vrijwel zonder uitzondering de onderwerping van de lokale godheden en de vestiging van een mandala van een boeddhistische godheid, meestal dat van Cakrasamvara, in het landschap. (The mandalisation of the landscape) De boeddhistische hiërarchie probeerde niet zo zeer de yul ha geheel te vervangen, maar die tot beschermers van de dharma te maken, waarbij die bepaalde karakteristieke lokale eigenschappen konden behouden.
Het doel van een pelgrimsgids is dan ook vooral de pelgrim te leiden van een eenvoudige perceptie van een fysiek landschap naar de conceptie van de plek als een heilig landschap. De pelgrimsgidsen beschrijven projecties van een innerlijke spirituele visie, bestemd om de pelgrim naar een bovennatuurlijk niveau te leiden.
Na verloop van tijd krijgt het getransformeerde landschap ook meer reliëf. Een groot religieus leider is de eerste die de tocht maakt en opent daarmee de pelgrimage daarheen. Er komen volgelingen, er worden religieuze gebouwen neergezet en de natuurlijke dan wel bovennatuurlijke sporen van heilige mannen gaan deel uitmaken van rondgang. En kunnen weer in een nieuwe, geannoteerde versie van de pelgrimgids beschreven worden.

## Geografische context en omvang
De herkomst van de pelgrims in het historische Tibet kon heel verschillend zijn. De meeste waren afkomstig uit Centraal-Tibet. Maar er kwamen ook aanzienlijke groepen pelgrims uit Ladakh, Nepal, Bhutan, Sikkim, andere delen van het tegenwoordige India, de oostelijke gebieden van Kham en Amdo, uit Mongolië en uit het zuiden van Siberië, zoals de Kalmukken en Boerjaten.

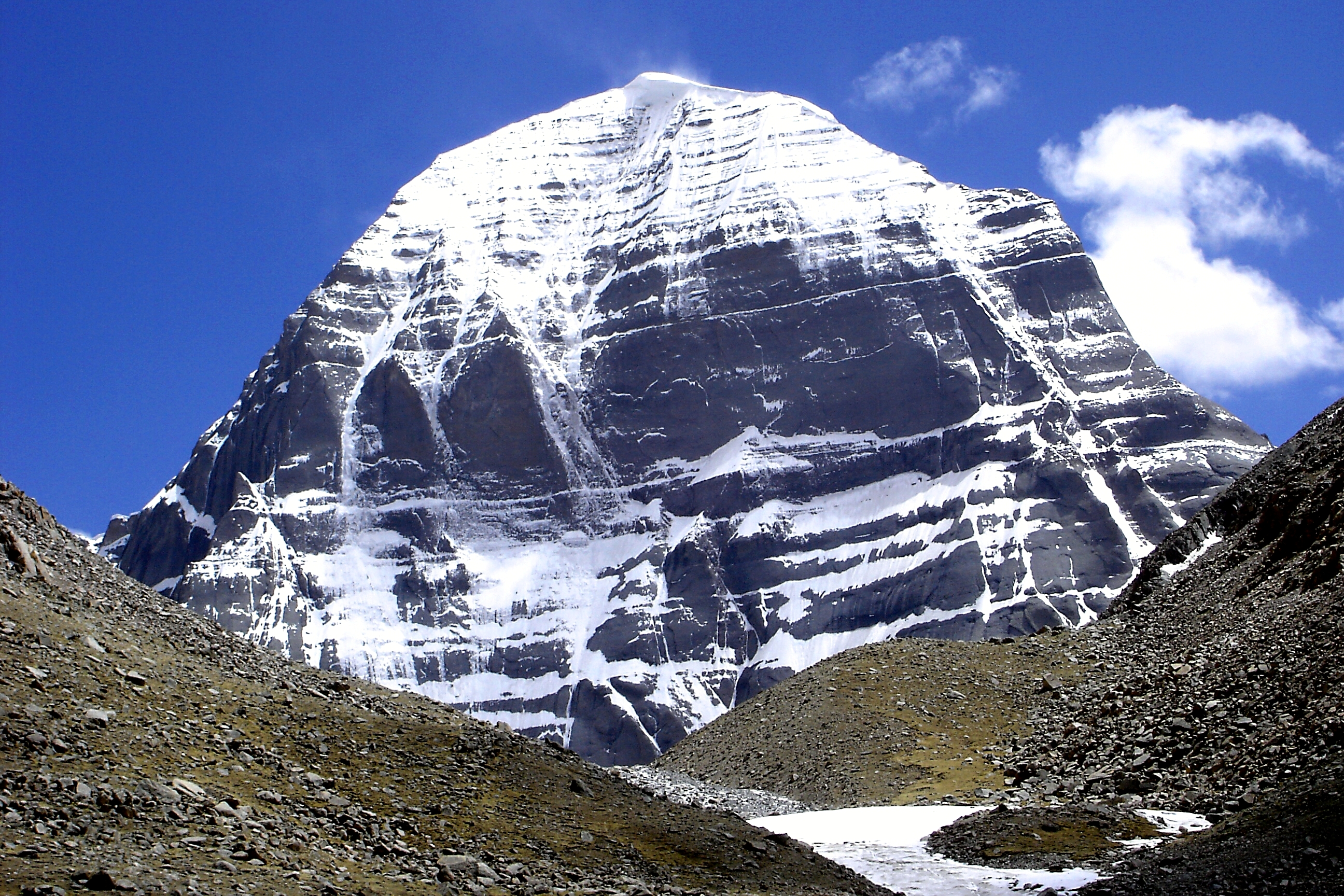
De heilige berg Kailash

Voor schattingen van de omvang van de bedevaarten zijn wij vrijwel geheel aangewezen op observaties van niet-Tibetaanse waarnemers.
Ippolito Desideri is de eerste Europeaan, die de berg Kailash beschrijft tijdens zijn reis in 1715 van India via Kashmir naar Lhasa. Hij merkt het sacrale karakter van de berg op, maar beschrijft in zijn verslag vooral de barre weersomstandigheden en meldt niets over pelgrims. In essentie is over de omvang van de pelgrimages tot aan eind 19e eeuw nauwelijks iets bekend. In 1926 rapporteert de Britse handelsagent Hugh Ruttledge een aantal van 5000-6000 Tibetaanse pelgrims op de berg Kailash. Voor het jaar 1930 noemt hij een getal van 700. Het grote verschil kan gelegen hebben in het feit, dat 1926 een bijzonder jaar was in de 12-jarige cyclus van de Tibetaanse kalender.
Aan het begin van de 20e eeuw was de bevolking van Lhasa ongeveer 20.000 inwoners. Een aantal waarnemers zoals Charles Alfred Bell geeft aan, dat tijdens bijvoorbeeld het Mönlam festival door het grote aantal pelgrims dit aantal kon oplopen tot het drievoudige. Tijdens hoogtepunten in de 12-jarige cyclus kon het aantal pelgrims in Tashilhunpo tot ca. 6000 bedragen. In 1922 rapporteert de Britse botanicus Sandy Wollaston een aantal van enkele duizenden pelgrims op de berg Lapchi Kang.
Over veel andere iets meer regionale georiënteerde pelgrimsbestemmingen zijn geen bronnen bekend over de omvang van het aantal pelgrims, maar wel zijn er gegevens die duidelijk maken dat veel dorpen en kloosters in de omgeving daarvan in economische zin afhankelijk waren van de pelgrimages.

## De economische context
Er was een grote diversiteit van pelgrims. Er was een kleine minderheid van voortdurend rondtrekkende lama's en yogi's. Er waren lama's die in opdracht van hun klooster handel bedreven en dat combineerden met pelgrimage. Er waren leken die in grote of kleinere groepen een bedevaart ondernamen.
De meeste pelgrims reisden in soms wisselend groepsverband, om de gevaren van de natuur, maar met name van roversbenden te kunnen weerstaan. Een reis naar Lhasa kon weleens twee jaar duren. Dit soort pelgrims moest tijdens de reis in hun levensonderhoud voorzien door bijvoorbeeld ruilhandel. Bedevaarten van herders en nomaden werd gecombineerd met veehandel, waarbij het vee werd gebruikt als een soort lopende koopwaar. Gespaard agrarisch overschot kon meegedragen worden in de vorm van thee en stofgoud. Veel bedevaartplaatsen waren dan ook handelsplaatsen. Het is voor historici vaak niet duidelijk uit te maken of de bedevaart nu de handel tot gevolg had of dat dit andersom was. Een treffende beschrijving van de combinatie komt van Susie Rijnhart-Carson tijdens haar verblijf in 1897 in Kumbum gedurende het Festival van de Boter God.
 De dagen daarvoor zijn de wegen die naar het klooster leiden gevuld met reizigers en pelgrims vanuit China, Mongolië en de Tibetaanse gebieden. Sommigen ter paard, die hun zwaar beladen jaks voor hen uitdrijven. Anderen met een hogere rang op kamelen met lange rijen pelgrims te voet achter hen, Als de pelgrims arriveren, worden eerst alle ruimtes in het klooster bezet; daarna zie je de zwarte tenten van de Tibetanen verrijzen in de vallei en op de heuvel tot het een immens kampement wordt. ... Op de hoofdweg naar de tempel zijn er vele witte tenten van Mongoolse en Chinese handelaars die niet alleen de Boeddha komen eren, maar ook om al hun waren te verkopen, zoals messen, naalden, kledij, laarzen, thee, prullaria, en andere artikelen.— Susie Rijnhart-Carson, ca. 1897

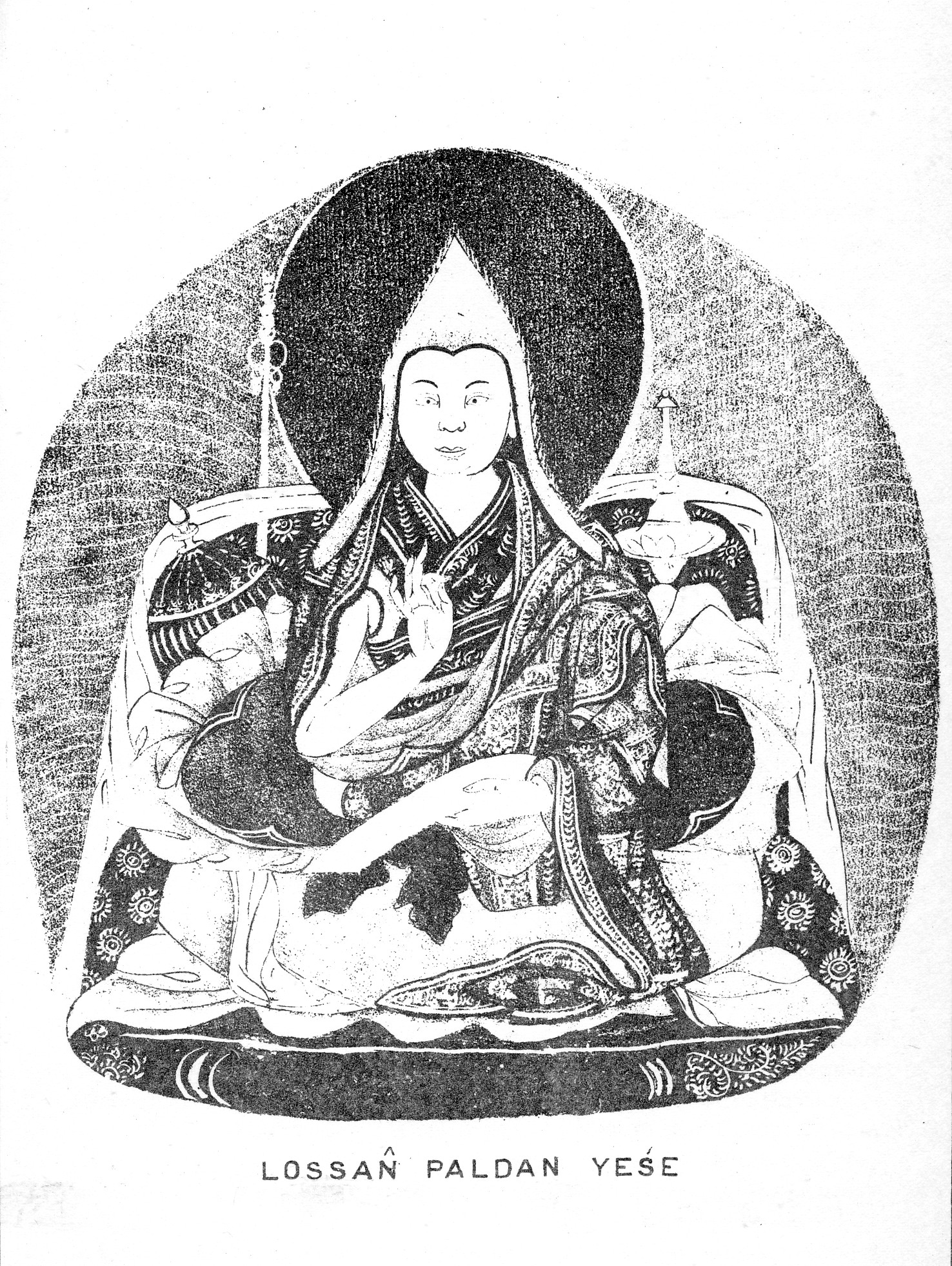
zesde pänchen lama

Er waren groepen, personen die hun hele leven lang pelgrimages en handel combineerden. Een van de meest opmerkelijke groepen waren de Goasins. Dit waren celibataire Hindoe-asceten. Hun hele volwassen leven werd besteed uit een voortdurende bedevaart, gecombineerd met handel. Het hoogtepunt van hun pelgrimages en handel lag in de 18e eeuw en begin 19e eeuw. Hun handel met Tibet betrof vooral koraal, afkomstig uit de Rode Zee en de Perzische Golf en parels die zij via een route van pelgrimsplaatsen in India naar Tibet brachten. Dat werd in Tibet verhandeld voor stofgoud, muskus en jakstaarten. George Bogle op bezoek bij de zesde pänchen lama, Lobsang Pälden Yeshe trof er in 1774 in Tashilhunpo enkele honderden aan.

## Bedevaart in huidige tijd
Vanaf 1963-1982 was het door politieke omstandigheden niet mogelijk een pelgrimage naar een groot aantal bedevaartplaatsen in Tibet te maken. Daaronder was Kailash. Er zijn een aantal studies verschenen over de grote veranderingen die zich na 1982 in de bedevaart in Tibet hebben voltrokken. Waar in het historische Tibet pelgrims vrijwel altijd hun bedevaart te voet aflegden, gebeurt dat nu in toenemende mate met moderne vervoermiddelen. Veel bedevaartplaatsen worden nu wel intensief bezocht, maar het zijn vooral Tibetaanse, Chinese en andere toeristen. Het devotionele karakter is volgens de meeste studies ernstig verminderd.